# Kleanthis-Vikelidis-Stadion
Das Kleanthis-Vikelidis-Stadion ist ein Fußballstadion in Thessaloniki, der zweitgrößten Stadt Griechenlands. Der Fußballverein Aris Thessaloniki trägt hier seine Heimspiele aus. Die Anlage wurde 2004 nach Kleanthis Vikelidis benannt, in Erinnerung an den ehemaligen Fußballspieler und griechischen Meister von 1946, der im Alter von 72 Jahren 1988 starb. Vorher hieß es einfach Gipedo Areos (Γήπεδο Άρεως, Aris-Feld) oder Gipedo Charilaou (Γήπεδο Χαριλάου, Charilaou-Feld/Stadion). Charilaou heißt der Stadtteil, in dem das Sporlstätte liegt. Im Volksmund ist Charilaou immer noch beliebter.

## Geschichte
Eröffnet wurde das Fußballstadion 1951. Der Ausbau des Stadions vollzog sich seit seiner Erbauung schrittweise. 1969 wurde zum ersten Mal ein Rasenspielfeld verlegt. 1972 wurde die Haupttribüne im Westen überdacht. Die Nordtribüne, welche den heimischen Fans vorbehalten ist, wurde 1975 vollendet. Aus Anlass der olympischen Fußballturniere der Olympischen Sommerspiele 2004 in Athen wurden Modernisierungsmaßnahmen beschlossen. Während der Spiele fungierte das Charilaou als Trainingsstätte.

## Architektur
Das Charilaou ist ein reines Fußballstadion ohne Leichtathletikanlage. Besonders auffällig sind die asymmetrischen Tribünen, welche dem Stadion ein heterogenes Erscheinungsbild verleihen. Grund dafür sind die besonders beengten Verhältnisse rund um das Stadion, welche grundlegenden Ausbaumaßnahmen im Wege stehen. Besonders deutlich wird dies bei der Südtribüne, die von West nach Ost in der Anzahl an Reihen abnimmt. Die augenscheinlichste Veränderung nach der Renovierung 2004 war die Errichtung einer neuen Haupttribüne. Diese ist dabei im Gegensatz zur alten im Besitz eines Oberranges, welcher durch eine Logenreihe vom Unterrang abgegrenzt ist.
Zusätzlich bekam das Stadion neue Sitzschalen, welche in den Vereinsfarben Gelb-Schwarz gehalten sind. Zudem wurden die Gitter vor den Kopftribünen, welche die Zuschauerränge vom Spielfeld trennten, entfernt und an der Stelle, wo die einheimischen Fans untergebracht sind, durch Plexiglas ersetzt.

## Mantelnutzung
Unterhalb der Haupttribüne befindet sich neben den Umkleidekabinen eine Sporthalle sowie ein Sportbad, welches der Schwimmabteilung von Aris Thessaloniki als Trainingsstätte dient. Darüber hinaus verfügt die Spielstätte über ein Restaurant sowie Cafés und Bewirtungsflächen für V.I.P.s.

## Statistisches
- Fassungsvermögen: 22.800 (ausschließlich Sitzplätze)
- Zuschauerrekord: 27.500 bei der Partie Aris Saloniki gegen den AEK Athen am 11. März 1979

## Bilder

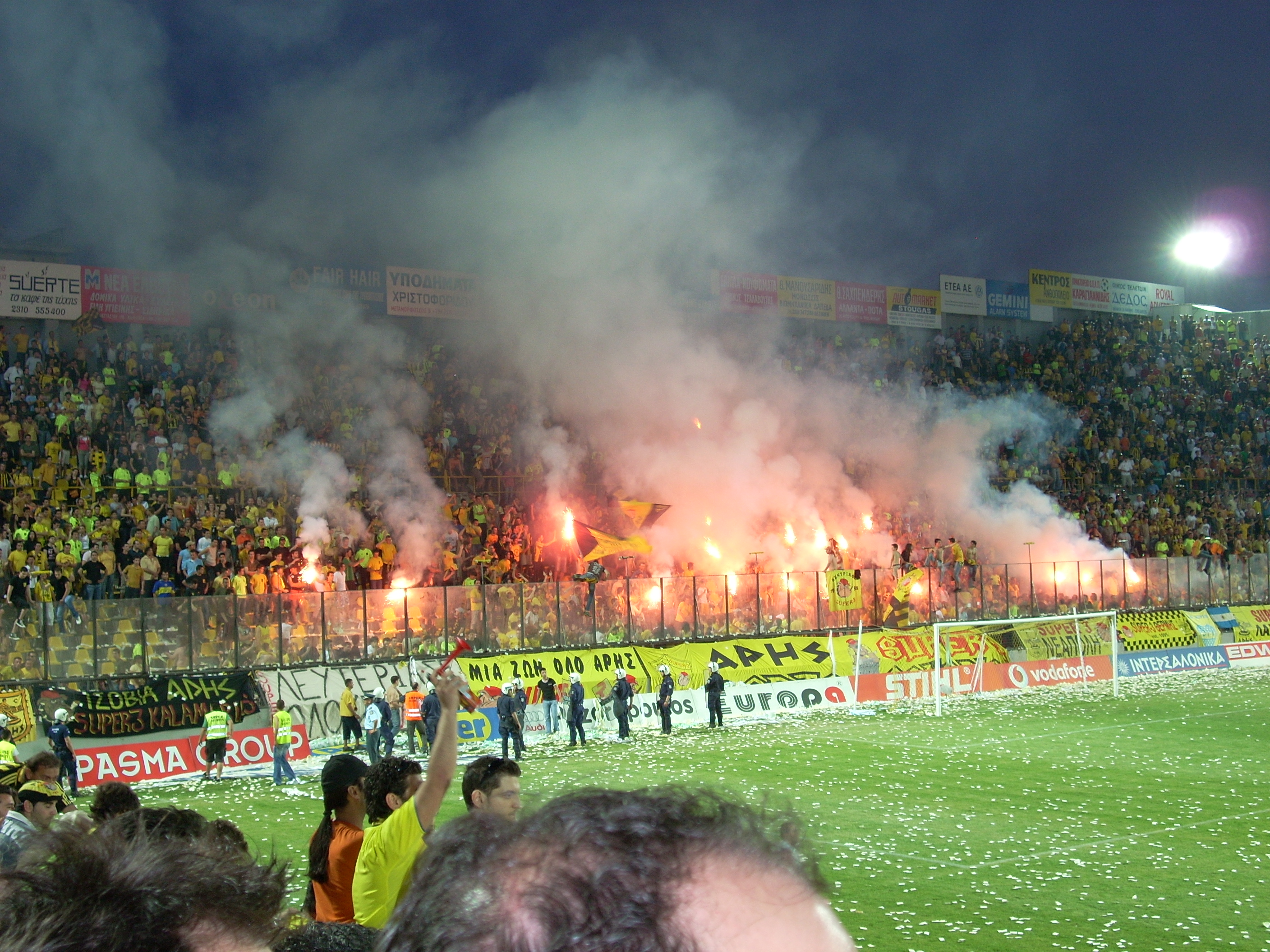
Fans im Stadion
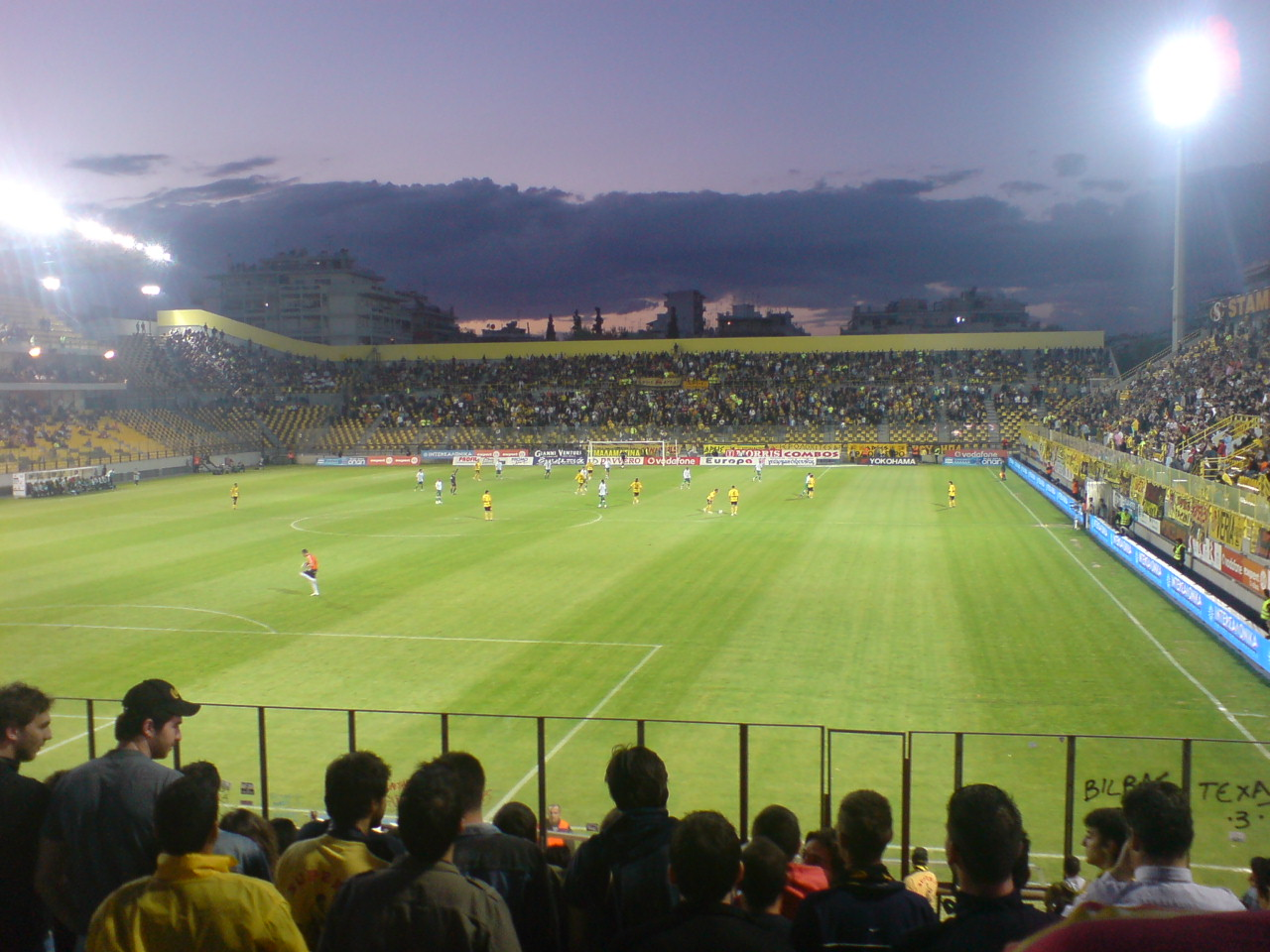
Kleanthis-Vikelidis-Stadion